# Ralph Telford O’Neal

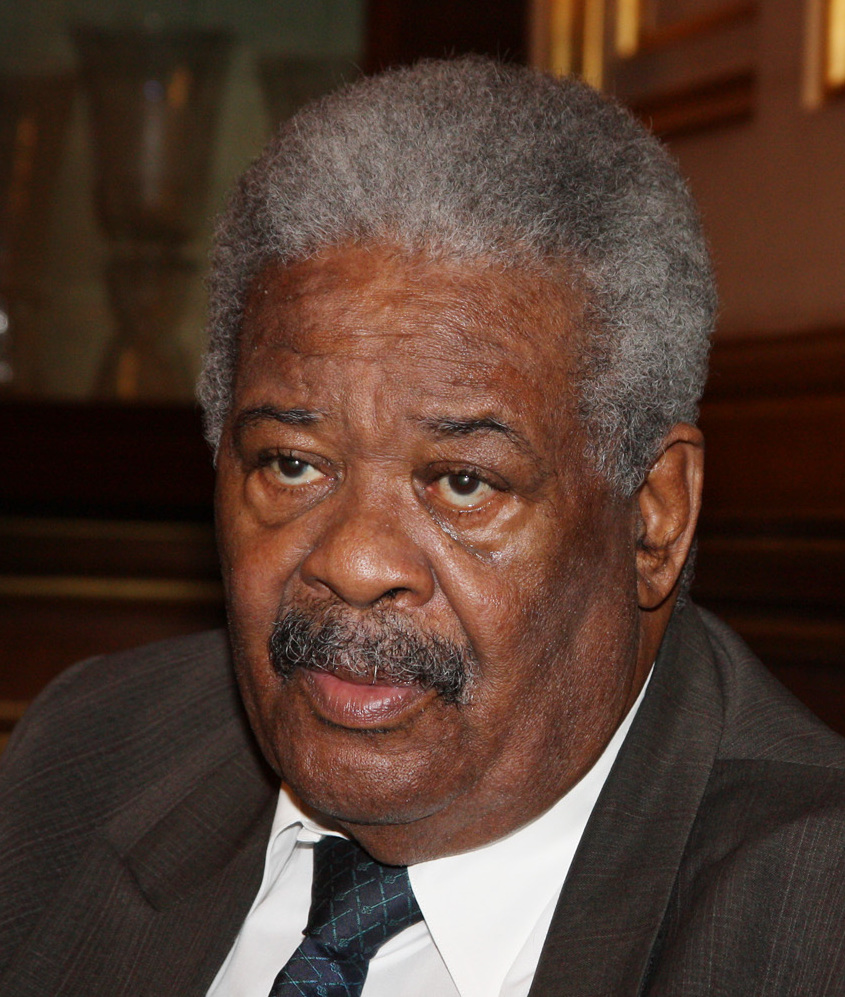
Ralph T. O’Neal

Ralph Telford O’Neal (* 15. Dezember 1933 auf Virgin Gorda; † 11. November 2019 in Tortola) war zwei Mal, vom 15. Mai 1995 bis zum 17. Juni 2003 und erneut vom 23. August 2007 bis zum  9. November 2011 Chief Minister der Britischen Jungferninseln. Mit 4.494 Tagen in diesem Amt war er bislang am zweitlängsten in dieser Position, hinter Lavity Stoutt, der 1995 im Amt verstarb.

## Leben
O’Neal, der eine Ausbildung als Jurist an der Universität von Oxford absolvierte, war Mitglied der British Virgin Islands Rechtsanwaltskammer, obwohl er nie innerhalb des Gebietes der Inseln praktizierte. Zudem galt er als einer der größten Landbesitzer des Staates. Anfang der 1990er Jahre war er neben seiner Ministertätigkeit im Kabinett von Lavity Stoutt auch als Berater der Shell Corporation tätig. Er trug den Orden des British Empire und gehörte der Virgin Islands Party an, deren Vorsitzender er auch war.